# Messier 99
Messier 99 (M99) även känd som NGC 4254, är en spiralgalax i stjärnbilden Berenikes hår.
Pierre Méchain upptäckte galaxen den 17 mars 1781 tillsammans med närliggande Messier 98 och Messier 100 och katalogiserades av landsmannen Charles Messier i hans katalog över kometliknande objekt. Det var en av de första galaxerna där ett spiralmönster observerats. Detta mönster identifierades först av Lord Rosse våren 1846.

## Egenskaper
Messier 99 har en morfologisk klassificering av SA(er)c, som anger en ren spiralform med löst lindade spiralarmar. Den har en märklig form med en normal arm och en utsträckt arm som är mindre tätt lindad. Galaxen lutar med 42° mot siktlinjen från jorden med en positionsvinkel för storaxeln på 68°. Fyra supernovor har observerats i galaxen: SN 1967H (typ II), 1972Q, 1986I (typ II), och 2014L (typ Ic).
En bro av neutral vätgas förbinder Messier 99 med VIRGOHI21, en HI-region och en möjlig mörk galax. Gravitationen från den senare kan ha förvrängt M99 och dragit ut gasbryggan, eftersom de två stora objekten kan ha haft ett nära möte innan de skildes helt. VIRGOHI21 kan dock istället vara tidvattenskräp från en interaktion med linsgalaxen NGC 4262 för ca 280 miljoner år sedan. Det förväntas att den utdragna armen kommer att återgå till att likna den normala armen när mötet är över.
Även om Messier 99 inte klassificeras som en starburstgalax har den en stjärnbildningsaktivitet som är tre gånger större än andra galaxer av liknande Hubbletyp, vilken kan ha utlösts av mötet. M99 kommer troligen att ingå i Virgohopen för första gången, bunden till hopens periferi med en projicerad separation på 3,7° eller omkring en megaparsek, från hopens centrum vid Messier 87. Galaxen genomgår kanttrycksborttagning av mycket av dess interstellära medium när den rör sig genom intraklustermediet.

## Galleri

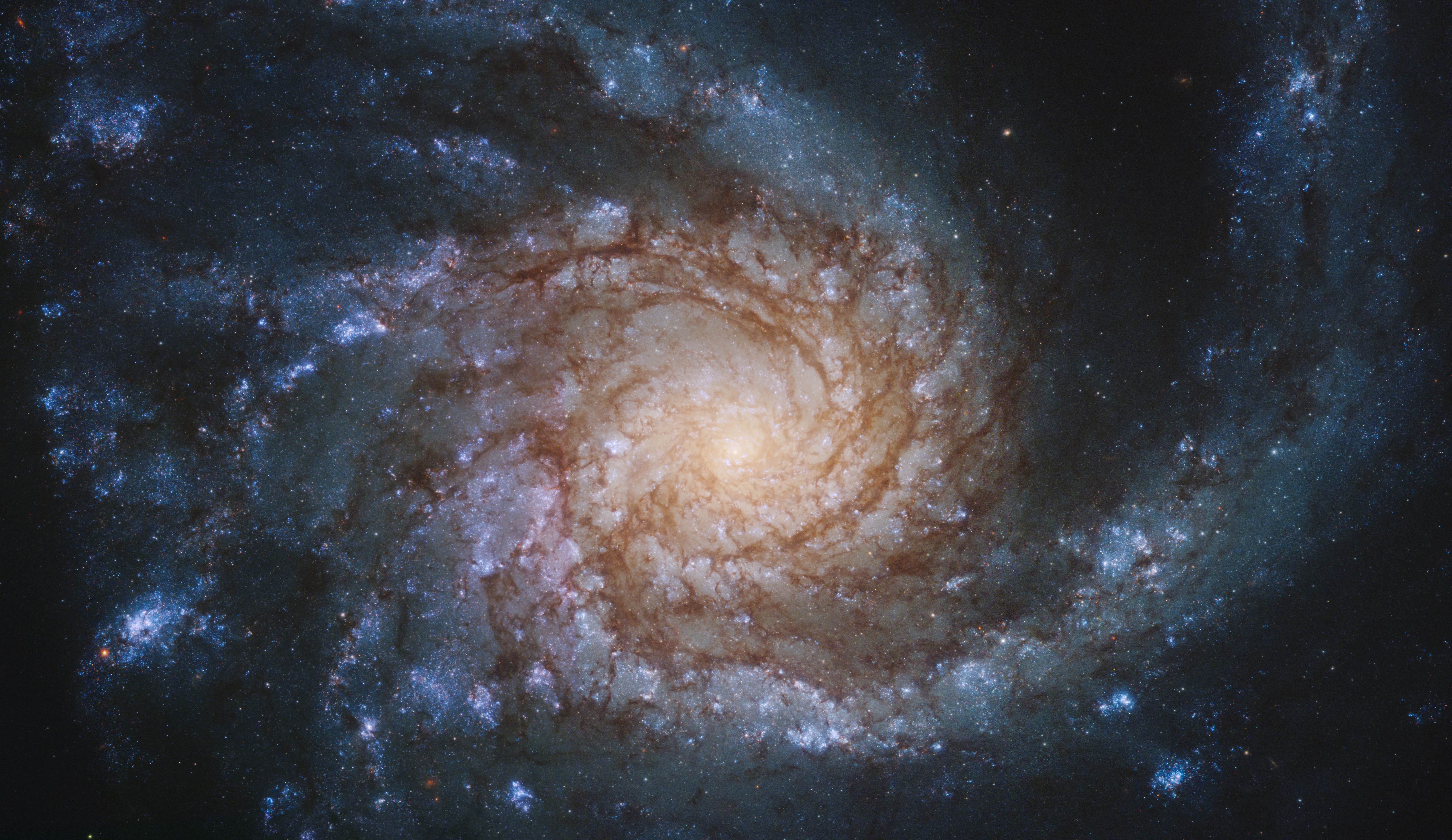
Bild av Messier 99 tagen av NASA/ESA Hubbleteleskopet
Bild tagen med Very Large Telescope
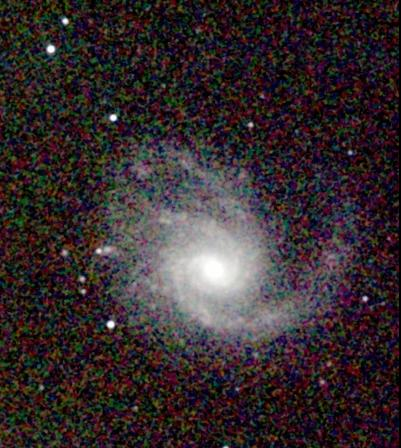
En nära infraröd bild av M99. Foto: 2MASS/NASA